# Ambrosino d’oro
Ambrosino d’oro – miejska złota moneta Mediolanu, o masie 3,5 grama, równa złotemu florenowi, bita w latach I Republiki (1250–1310). Na awersie umieszczono świętych Protazego i Gerwazego, na rewersie natomiast świętego Ambrożego – patrona Mediolanu. Istniały również monety o nominale ½ ambrosino d’oro.
W czasie II Republiki (1447–1450), bito ambrosino d’oro przedstawiające jedynie świętego Ambrożego.